# 卢瓦尔省
卢瓦尔省（法語：Loire）是法國奥弗涅-罗讷-阿尔卑斯大区所轄的省份。該省編號為42。